# 금사정
금사정(錦社亭)은 전라남도 나주시 왕곡면 송죽리 130번지에 있는 정자 건축물이다. 2011년 7월 26일 나주시의 향토문화유산 제20호로 지정되었다.

## 지정 사유
금사정은 1519년 기묘사화 때 조광조의 죽음 이후 그와 뜻을 같이 했던 나주 출신 선비들 11인이 고향으로 돌아와 '금강계'를 결성하고 영산강이 내려다 보이는 곳에 지은 정자이다. 임진왜란 때 불탄 후 1665년에 중건했다가 1869년에 중수, 1973년에 대대적으로 중수하였다. 금사정은 조선시대 나주지방 사림파의 행보와 契會 운영을 보여주는 역사적 공간이라는 점에서 중요하다.